# Udon

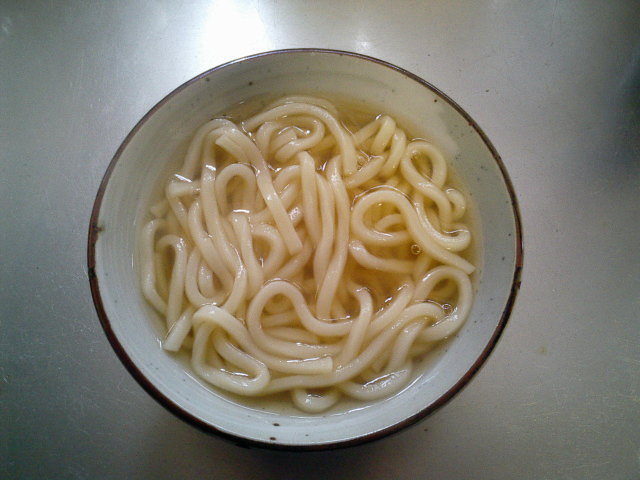
Kake Udon

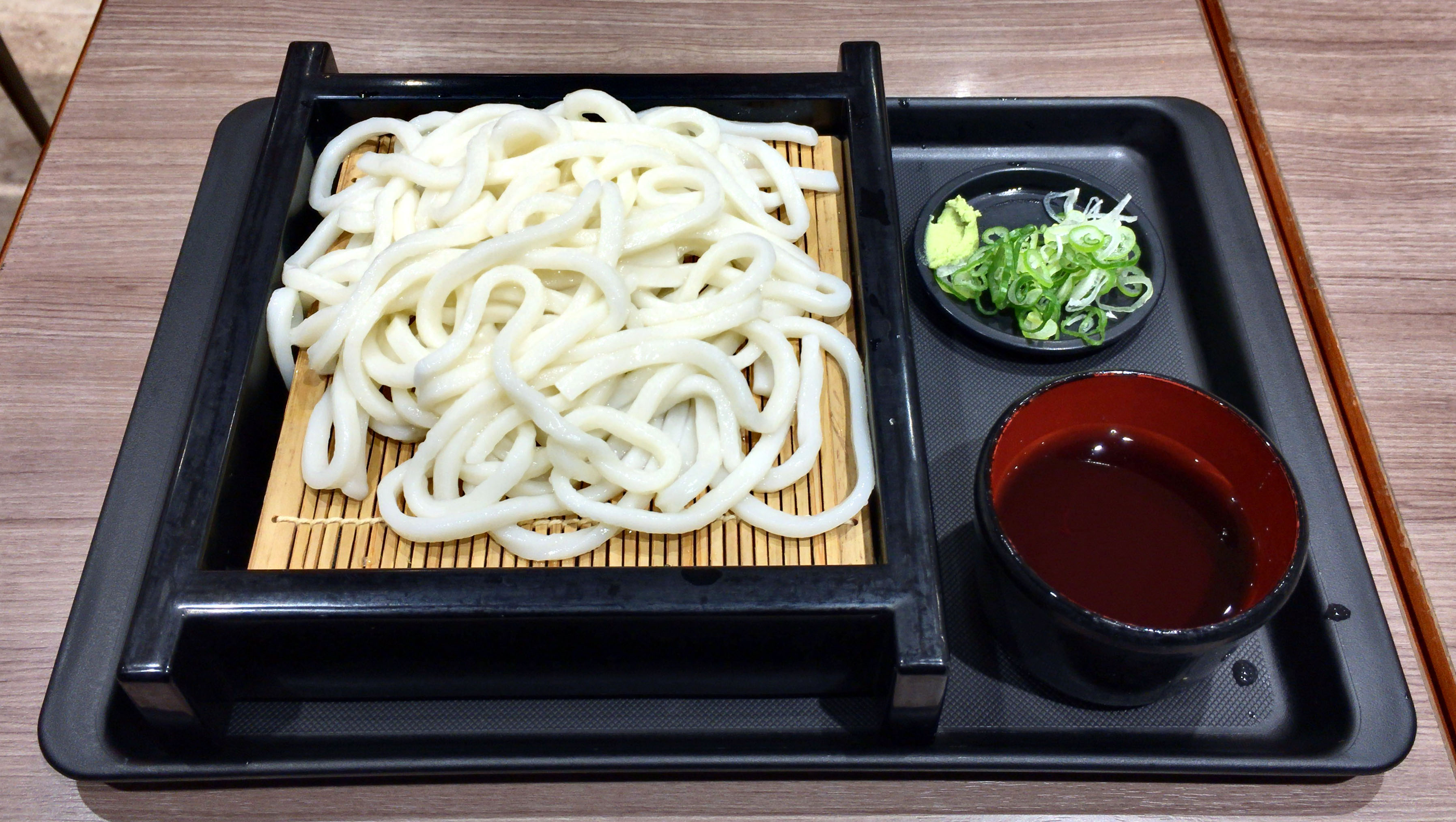
Mori udon

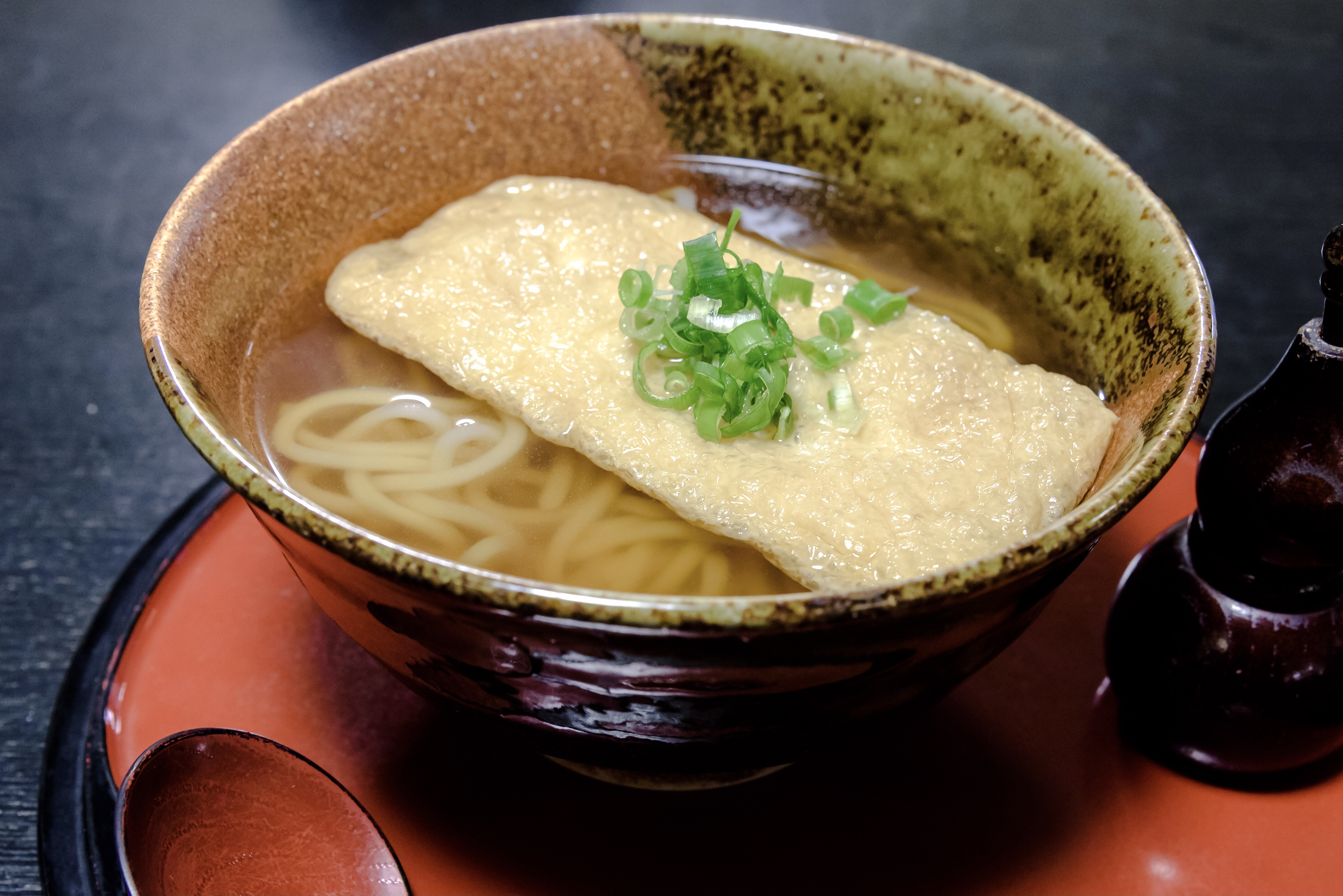
Kitsune Udon

Udon (japanska: うどん, sällsynt 饂飩 eller 餛飩; kinesiska: 烏冬, eller ofta 烏冬麵), tjocka nudlar av vete som är vanligt förekommande i det koreanska och japanska köket. Det sägs att udon importerades till Japan från Korea via Kina under 500-talet. Denna ursprungliga udon var en 2-3 cm tjock pannkaksformad nudel och serverades i en miso-baserad soppa. Detta visar varför de moderna kinesiska skrivtecknen 餛飩 betecknar wonton-degknyten och inte nudlar.

## Vanliga udonrätter
Udon serveras oftast i en mild buljong (som i rätten kake udon som serveras i kakejiru som görs av dashi, japansk sojasås (shoyu) och mirin), som toppas av räk-tempura eller kakiage, eller friterad tofu.
Udon serveras som flera andra japanska nudlar, ofta kyld på sommaren och varm på vintern. Toppings ska väljas så att de avspeglar årstiden och balanserar andra ingredienser. De flesta toppings tillsätts utan separat tillredning, fastän några är friterade. De flesta av rätterna kan lika väl tillagas med soba.